# Watertoren ('s-Gravendeel)
De watertoren in 's-Gravendeel in de Nederlandse gemeente Hoeksche Waard is gebouwd in 1914 en is ontworpen door architecten Visser en Smit. De watertoren heeft een hoogte van 35 meter en een waterreservoir van 200 m³.

## Beschrijving
Reservoir met inhoud van 200 kubieke meter, bestaande uit een met metselwerk opgevuld raamwerk van gewapend beton, rustende op een bakstenen voet. De voet is voorzien van vier steunberen, afgedekt met natuursteen. De verschillende verdiepingen zijn aan de buitenzijde herkenbaar dankzij een strook van donker gevoegde mondstenen.